# Barbituráty

Barbiturát

Barbituráty (též barbiturany) jsou deriváty kyseliny barbiturové. Mají vysoký tlumící účinek na centrální nervovou soustavu.
Zhruba do poloviny 20. století byly hojně využívány jako léky na spaní, později byly pro své nežádoucí vedlejší účinky nahrazeny relativně bezpečnějšími benzodiazepiny. Na barbituráty si lze v poměrně krátké době vypěstovat silnou fyzickou a psychickou závislost, která může vést až k předávkování a smrti. Barbituráty bývají často využívány k sebevraždám.

## Historie
Kyselina barbiturová byla objevena v roce 1864 německým vědcem Adolfem von Baeyerem, pozdějším nositelem Nobelovy ceny za chemii. Pojmenovány měly být podle jeho přítelkyně Barbary. Jiná verze však říká, že objev měl být dne 4. prosince, na den Sv. Barbory, a podle toho byla tedy látka pojmenována. První barbiturát, barbital, připravili Joseph von Mering a Hermann Emil Fischer. Brzy byly objeveny jeho sedativní účinky na pacienty. Roku 1903 se barbital začal prodávat pod názvem Veronal a používal se k léčbě nespavosti. Jako druhý následoval poměrně brzy fenobarbital (Luminal). V průběhu 20. století byly připraveny stovky barbiturátů a předepisovaly se po milionech. V 50. letech 20. století v USA lidé běžně užívali na spaní uklidňující barbituráty, načež si ráno brali stimulanty amfetaminy, aby se probrali. Postupně však byla spotřeba barbitátů radikálně omezena, zjistilo se, že barbituráty mají řadu vedlejších účinků. Na počátku 21. století se jich tak používalo již jen 12 druhů.
Za socialismu se v tehdejším Československu barbituráty a jiné léky zneužívaly více než dnes, zejména kvůli nedostatku jiných drog. V současné době jsou barbituráty jako hypnotika málo používané, a to kvůli snadnému vzniku tolerance, vysokému riziku závislosti a interakcích s jinými léky a alkoholem. Místo barbiturátů, tzv. první generace hypnotik, se využívají benzodiazepiny (druhá generace) nebo nebenzodiazepinová hypnotika, tzv. třetí generace hypnotik.

## Působení
Barbituráty se vážou na GABA receptory (receptory v mozku, které vážou kyselinu γ-aminomáselnou), konkrétně na třídu GABAA. Stejným způsobem působí i většina dalších sedativ, jmenovitě všechny benzodiazepiny.
Mají však řadu dlouhodobých vedlejších účinků. Snižují účinek kyseliny listové, snižují v těle hladinu vitamínů K, C nebo A, zvyšují citlivost na sluneční záření. Kombinace barbiturátů s alkoholem nebo opioidy může být smrtelná. Proto se na uklidnění opilých osob nesmí používat barbituráty. Mohou způsobit poruchy paměti, deprese, nechutenství, alergie (kožní vyrážky), potlačit vykašlávací reflex, způsobit náchylnost k infekcím hrudníku. Při náhlém vysazení se mohou objevit halucinace, třes rukou, pocity úzkosti, epileptické záchvaty. Na barbituráty snadno vzniká tolerance, a to na účinek a ne na toxicitu. Při delším užívání je tedy pro stejný účinek nutné zvyšovat dávky a tím se člověk přibližuje k toxickým dávkám. Při předávkování hrozí poškození dechového centra a selhání krevního oběhu.

## Použití
Barbituráty se používají především jako sedativa a anestetika na operačním sále. Mimoto jsou stále v některých případech využívána jako antiepileptika, méně často jako hypnotika. Prakticky však znemožňují snový spánek – fáze REM se značně zkrátí. Jsou účinné také jako protijedy DDT, strychninu apod. V některých zemích se v kombinaci s dalšími léky používají k popravám injekcí nebo k euthanasii. Barbituráty můžeme podle délky působení rozdělit do tří skupin, které se navzájem překrývají:
1. Krátce působící, 15 minut až několik hodin, např. sekobarbital, pentobarbital
2. Střednědobě působící, v rozmezí několika hodin, např. amobarbital
3. Dlouhodobě působící, v rozmezí několika desítek hodin (až 48 hodin), např. fenobarbital

## Zneužívání
V šedesátých letech 20. století celá řada mladých lidí s barbituráty experimentovala jako s psychoaktivními látkami, neboť je generace jejich rodičů masivně využívala a byly tedy snadno dostupné. V roce 1970 byly barbituráty postaveny mimo zákon a jako bezpečnější alternativa byly propagovány benzodiazepiny. Uživatelé drog se brzy přeorientovali na jiné omamné látky. Jejich užívání má podobné účinky jako užívání alkoholu (dojem opilosti, zpomalená řeč, poruchy orientace), z dechu však není cítit alkohol.
Známé případy:
- Marilyn Monroe – zemřela na předávkování[2]
- Brian Epstein – zemřel na předávkování[zdroj?]
- Judy Garland – zemřela na předávkování[zdroj?]
- Jack Kerouac – užíval[zdroj?]
- Tennessee Williams - užíval, deriváty barbiturátů byly objeveny v jeho těle v den jeho smrti (udušení)[8]
- Jimi Hendrix – zemřel na předávkování v kombinaci se zadušením[2]
- Johnny Cash – užíval[zdroj?]
- Elvis Presley – užíval[2]
- Felix Hausdorff – spáchal sebevraždu předávkováním[zdroj?]
- Edie Sedgwick – užívala a zemřela na předávkování
- Cesare Pavese – zemřel na předávkování